# Axel Kuhn (Logistiker)
Axel Kuhn (* 27. Mai 1944 in Köthen (Anhalt)) ist ein deutscher Logistikwissenschaftler. Er war Professor für Fabrikorganisation an der Technischen Universität Dortmund und einer der Leiter des Fraunhofer-Institut für Materialfluss und Logistik.

## Leben
Von 1965 bis 1973 studierte Kuhn Maschinenbau, zuerst an der Fachhochschule Bochum Fertigungstechnik, im Anschluss Konstruktionstechnik an der Ruhr-Universität Bochum. Nach dem Studium war er von 1973 bis 1980 wissenschaftlicher Mitarbeiter am Lehrstuhl für Förder- und Lagerwesen an der Universität Dortmund bei Professor Jünemann. Kuhn promovierte im Jahr 1979 mit dem Thema Beitrag zur Analyse von prozessrechnergeführten Stückgut-Fördersystemen: Programmiersystem und Planungshilfsmittel für die Disposition, Überwachung, Steuerung und Simulation von innerbetrieblichen Fördersystemen.
1981 wechselte Kuhn als leitender Mitarbeiter zum Fraunhofer-Institut für Materialfluss und Logistik. Die Fakultät Maschinenbau der Universität Dortmund berief ihn 1986 zum Professor für das Lehrgebiet „EDV-Einsatz in der Produktion“. 1991 übernahm Kuhn die Professur für Logistik, insbesondere Informations- und Simulationstechnik. Von 1992 bis 2012 war er Mitglied der Institutsleitung des Fraunhofer-Instituts für Materialfluss und Logistik und Leiter des Bereichs Unternehmenslogistik; von 2000 bis 2004 war er als geschäftsführender Institutsleiter tätig. Von 1993 bis 2012 war er Professor für Fabrikorganisation der Fakultät Maschinenbau der Technischen Universität Dortmund. Er ist zudem Mitglied der Deutschen Akademie der Technikwissenschaften (Acatech).
Am 22. November 2002 erhielt Kuhn eine Ehrenprofessur der Pekinger Universität für Wissenschaft und Technologie (BUST).
Am 11. September 2012 wurde Axel Kuhn in den Ruhestand verabschiedet.

## Schriften (Auswahl)
- Beitrag zur Analyse von prozessrechnergeführten Stückgut-Fördersystemen: Programmiersystem und Planungshilfsmittel für die Disposition, Überwachung, Steuerung und Simulation von innerbetrieblichen Fördersystemen. Dortmund 1979.
- Prozessketten in der Logistik. Dortmund 1995.
- Supply-chain-Management. Berlin 2002.
- Nachhaltige Instandhaltung. Frankfurt am Main 2006.